# IL18R1
Рецептор интерлейкина 18, тип 1 (англ. interleukin-18 receptor 1; CD218a; CDw218a) — мембранный белок рецептор интерлейкина из суперсемейства иммуноглобулинов. Продукт гена человека IL18R1. Входит в семейство рецепторов интерлейкина 1, ген белка локализован в кластере генов на хромосоме 2q, входящих в это семейство, вместе с генами IL1R2, IL1R1, ILRL2 (IL-1Rrp2) и IL1RL1 (T1/ST2). Специфически связывается с интерлейкином 18.

## Функции
Белок IL18R1 (α-цепь) вместе с IL18RAP (β-цепь) образует гетеродимерный рецептор интерлейкина 18, в котором отвечает за связывание с провоспалительным цитокином интерлейкином 18, но не связывает IL1A или IL1B.
Играет роль в опосредованном интерлейкином 18 синтезе интерферона-гамма T-хелперами 1 (Th1). Участвует в опосредованной интерлейкином 18 продукции цитокинов либо независимо, либо в комплексе с SLC12A3.